# Moivre (Marne)
Moivre ist eine französische Gemeinde mit 54 Einwohnern (Stand 1. Januar 2022) im Département Marne in der Region Grand Est. Sie gehört zum Arrondissement Châlons-en-Champagne und zum Kanton Châlons-en-Champagne-3. 

## Geografie
Die Gemeinde Moivre liegt in der Trockenen Champagne, etwa 25 Kilometer östlich von Châlons-en-Champagne. Im Gemeindegebiet entspringt der gleichnamige Fluss Moivre.
Moivre ist umgeben von folgenden Nachbargemeinden:
| Poix, Somme-Vesle  | Herpont                                     | Dommartin-Varimont |
| Marson, Courtisols | Kompassrose, die auf Nachbargemeinden zeigt | Somme-Yèvre        |
| Coupéville         | Le Fresne                                   | Bussy-le-Repos     |

## Bevölkerungsentwicklung
| Jahr                       | 1962 | 1968 | 1975 | 1982 | 1990 | 1999 | 2008 | 2018 |
| -------------------------- | ---- | ---- | ---- | ---- | ---- | ---- | ---- | ---- |
| Einwohner                  | 100  | 77   | 58   | 58   | 57   | 56   | 49   | 62   |
| Quellen: Cassini und INSEE |      |      |      |      |      |      |      |      |

## Sehenswürdigkeiten

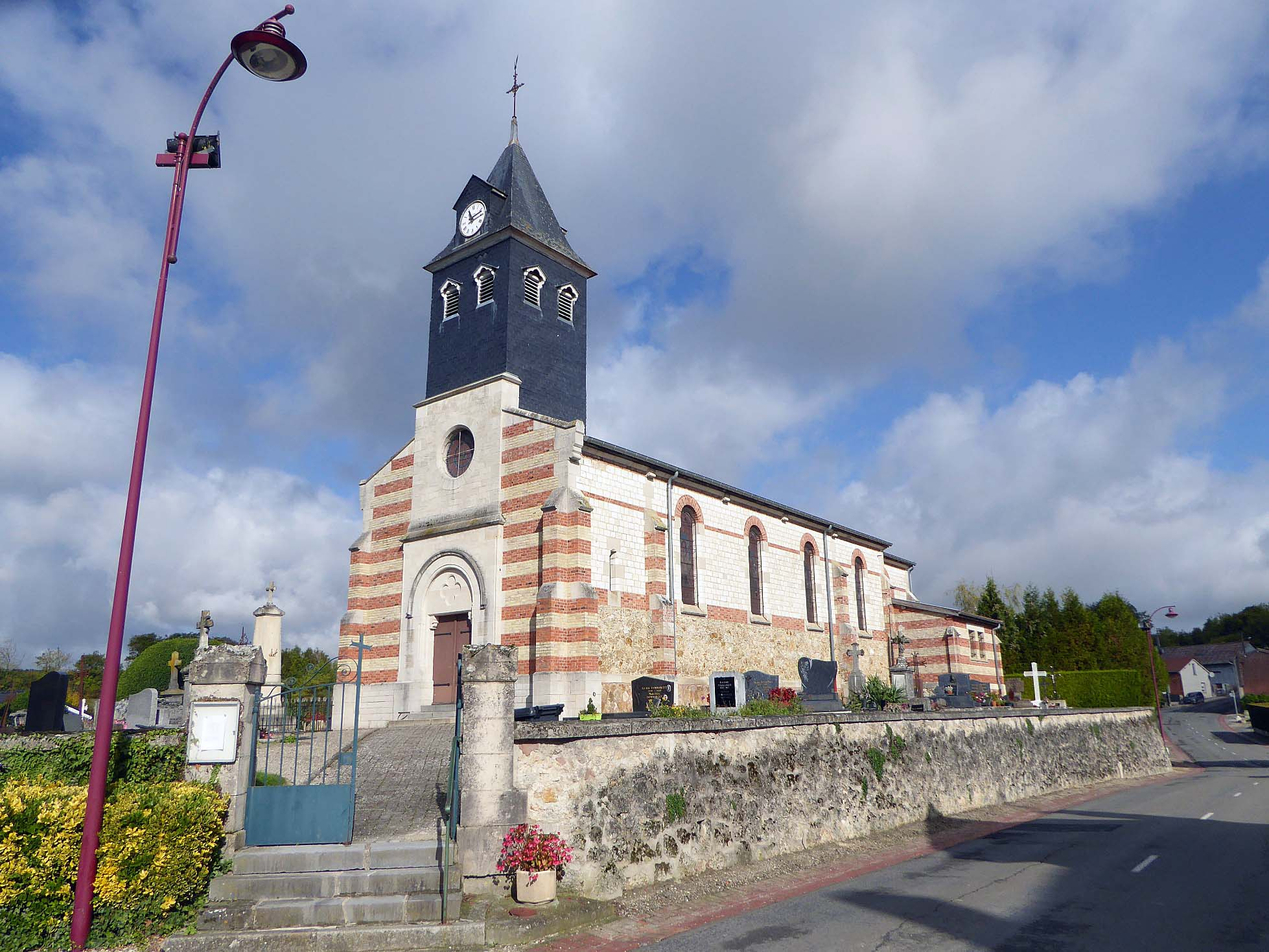
Kirche Saint-Pierre et Saint-Paul

- Kirche Saint-Pierre et Saint-Paul